# Musteloidea
Mustelida · Mustéloïdes
Super-famille
Familles de rang inférieur
- Ailuridae
- Mephitidae
- Mustelidae (type)
- Procyonidae

Les Mustéloïdes (Musteloidea) sont une super-famille de mammifères carnivores du sous-ordre des Caniformes incluant les Mustélidés ainsi que d'autres familles proches.

Ce taxon excluant à la base le Petit Panda et les Moufettes, certains auteurs lui préfèrent le clade Mustelida Tedford, 1976 ,.

## Classification
Liste des familles actuelles selon Law et al. (2017).
- Ailuridae Gray, 1843 - avec le Panda roux
- Mephitidae Bonaparte, 1845 - les mouffettes
- Mustelidae Fischer, 1817 - les loutres, furets, putois…
- Procyonidae Gray, 1825 - ratons laveurs…